# 臺北市拔河斷臂事件
1997年10月25日，一場由臺北市政府舉行的大型拔河活動中發生繩索繃斷的意外，數十名參加者受傷，其中更有2位傷者被斷開的繩索打斷左手臂，透過新聞媒體轉播，血淋淋的畫面震驚台灣社會。

## 事件經過

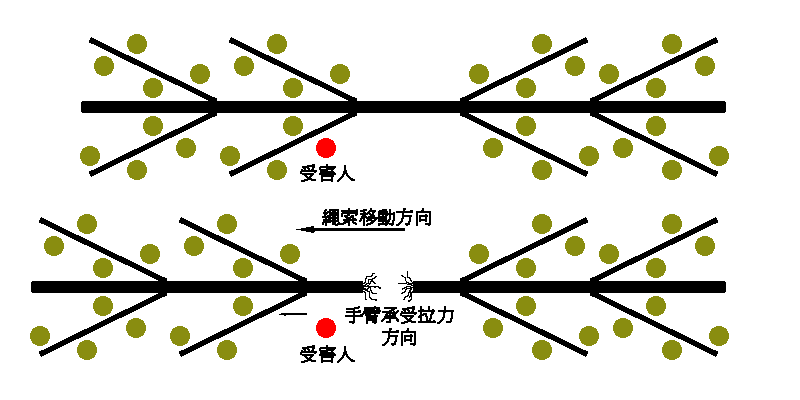
拔河斷臂事件圖解

1997年10月25日，台北市政府和台北市文化基金會在基隆河河濱運動公園共同舉辦一場試圖創下金氏世界紀錄的萬人拔河比賽「1997力拔山河：台北秋天萬人角力」，兩邊各有約800人參賽。開賽後不久便聽到繩索斷裂聲，繩索隨即繃斷，數十名參賽者輕重傷的慘劇就此發生。
活動的主辦單位為位於高雄市的古典詩學文教基金會。一共提供「周代投壺」、「唐代木射球」、「漢代足球」、「臥薪嘗膽」、「小弓設施」、「北伐中原」，以及發生意外的「力拔山河」等活動。該活動所用的拔河繩由兼任該基金會執行長的國立中山大學中國文學系副教授簡錦松參照唐朝封演《封氏聞見記》記載設計。該繩由一主繩與兩邊分支的細小副繩組成：「兩邊齊挽，大繩中間，震鼓叫哨，使相牽引，以怯者為勝。」
簡錦松向高雄的繩索廠訂製聚酯材質的拔河繩。其主繩長150公尺，直徑6公分；副繩40條，每條20公尺，直徑2.3公分。主副繩合計950公尺，重達600公斤。造價為新台幣100,000元。然而根據事後的分析，該拔河繩無法承受拔河時實際產生的瞬間強大張力，因此非常可能斷裂。
此事件導致當時臺北市政府新聞處處長羅文嘉引咎辭職，數年後又衍生羅文嘉與國泰人壽有關這次事件的賠償費用分擔問題。

## 賠償

### 重傷者
- 陳銘國：左手臂斷肢[2][3]
- 楊炯明：左手臂斷肢[2][3]
- 蒲清旁：肝裂傷內出血、頸椎受傷（後導致癱瘓）
- 朱永川：右手撕裂傷
- 洪儷玲：左鎖骨骨折、胸部挫傷、頭部外傷
- 張忠厚：右手腕開放性骨折（後導致手指萎縮）
- 孫柑林：頭部淤血腫脹

### 第一階段賠償
- 陳銘國：20萬元
- 楊炯明：20萬元
- 蒲清旁：20萬元
- 朱永川：20萬元
- 洪儷玲：20萬元
- 張忠厚：20萬元
- 孫柑林：25萬元
- 其餘輕傷者：各5萬元

### 第二階段賠償
- 陳銘國：600萬元
- 楊炯明：600萬元
- 蒲清旁：800萬元
- 朱永川：450萬元
- 洪儷玲：無
- 張忠厚：無（後張忠厚不滿台北市政府的處理，於1998年間對陳水扁、羅文嘉等人向台北地方法院提出業務過失控訴，並於1998年11月27日雙方達成和解，張獲賠500萬元、醫療復健費用及工作就業保障等，但第三項陳、羅方面迄今仍未兌現。1998年12月4日台北市長選舉前夕，陳、羅等獲台北地方法院檢察署檢察官不起訴處分書）
- 孫柑林：無

## 影響
- 1997年11月2日，羅文嘉引咎辭職，馬永成接任台北市政府新聞處長。
- 主辦單位事前未盡檢查繩索安全責任及為參賽者投保適當金額，因業務過失遭到控訴（參見上文）。
- 台北市政府指稱，協辦庶務的國泰人壽未於事前辦妥保險相關事宜，以致台北市政府負擔高額賠償金及醫療費用，要求國泰人壽應負擔一半賠償責任。[來源請求]